# Am Teetisch
Am Teetisch (Originaltitel: Tea for Three) ist eine US-amerikanische Stummfilmkomödie aus dem Jahr 1927 von Robert Z. Leonard mit Lew Cody und Aileen Pringle in den Hauptrollen. Der Film wurde von Metro-Goldwyn-Mayer produziert und basiert auf dem Bühnenstück Tea for Three von Roi Cooper Megrue, welches den Roman Am Teetisch, Lustspiel in drei Akten von Karl Sloboda zur Grundlage hatte.

## Handlung
Da seine Frau Dorothy ihre Aufmerksamkeit durchaus auch anderen Männern schenkt, ist der Geschäftsmann Carter Langford eifersüchtig. Insbesondere Dorothys Bekanntschaft mit dem jungen Philip Collamore ist ihm ein Dorn im Auge. Als Philip Dorothy eine Anekdote erzählt, die sie schon durch ihren Mann kennt, lacht sie mehr wegen Philips lustiger Darstellungsweise.
Carter will die Situation durch Kartenziehen lösen. Der Gewinner bekommt Dorothy, der Verlierer hat Selbstmord zu begehen. Da Carter die niedrigere Karte zieht, hat er verloren. Er bucht eine Passage auf einem Ozeandampfer, um sich ins Meer zu werfen. Dorothy eilt ihm hinterher und kann ihn zur Vernunft bringen und von seiner Eifersucht heilen.

## Hintergrund
Gedreht wurde der in den MGM-Studios in Universal City.
Die Library of Congress konnte keine Kopien der sieben Filmrollen ermitteln, daher gilt der Film als verschollen.
Richard Day und Cedric Gibbons waren für das Szenenbild zuständig.

## Veröffentlichung
Die Premiere des Films fand am 29. Oktober 1927 statt. Im deutschsprachigen Raum kam er 1928 in Österreich in die Kinos.